# Aulonothroscus minutissimus
Aulonothroscus minutissimus là một loài bọ cánh cứng trong họ Throscidae. Loài này được Fleutiaux miêu tả khoa học năm 1895.